# VIP Gymnasium
VIP Gymnasium (健身房S) è una miniserie taiwanese del 2017.

## Trama
Guo Xiao Mei è una ragazza fujoshi molto ricca alla ricerca di coppie di uomini da shippare. Per errore confonde Gu Zhi e Qin Nan per una coppia omosessuale e si interessa alla palestra in cui lavorano. Sebbene inizialmente Gu Zhi tenti di smentire la cosa la volontà di Gu Zhi di sottoscrivere un abbonamento di 5 anni nella categoria "VIP membro d'oro" col solo scopo di vederli lo fa desistere per avvalorare, davanti a lei, l'idea che faccia coppia con Qin Nan.

## Personaggi
- Gu Zhi, interpretato da Yu Wen Tao
È un consulente presso la palestra "Body Strong". Fa credere di essere fidanzato con Qin Nan per far iscrivere Guo Xiao Mei alla palestra. Ha una passione per la recitazione.
- Guo Xiao Mei, interpretata da Shan Hou Pei
È una ragazza fujoshi proveniente da una famiglia molto ricca.
- Qin Nan, interpretato da Jing Feng Ming
È il supervisore della palestra "Body Strong". Molto attaccato al suo lavoro è disposto a tutto pur di far guadagnare la palestra.